# Zwerg-Niederrheiner
Das Zwerg-Niederrheiner ist eine Rasse des Haushuhns.

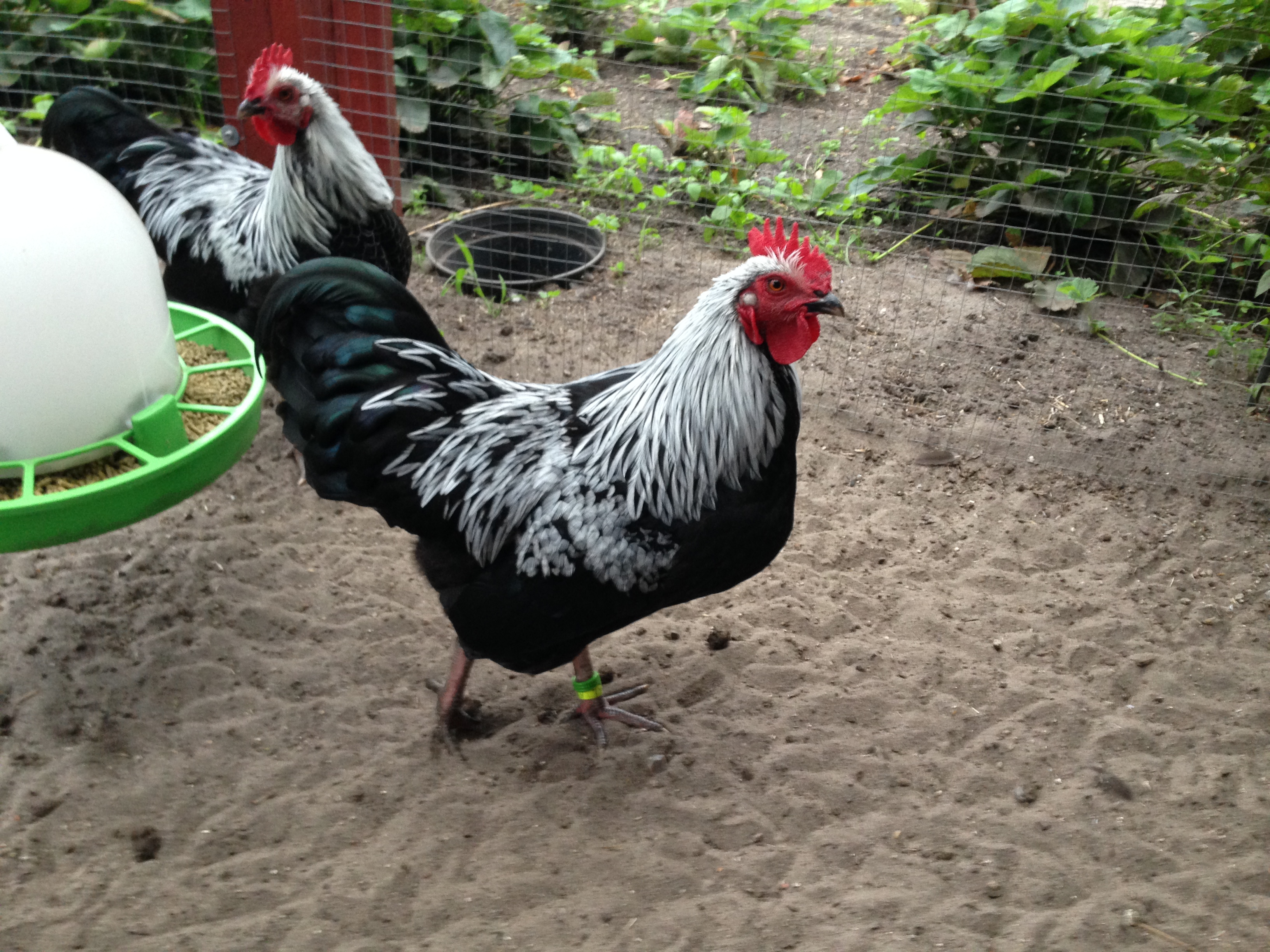
Zwerg-Niederrheiner-Junghähne, birkenfarbig

Es wurde als Zwerg-Blausperber erzüchtet und bis 1961 unter diesem Namen geführt.
Der regionale Bezug des Rassenamens „Niederrheiner“ ist lediglich für die Großrasse zutreffend, da diese in Mönchengladbach am Niederrhein erzüchtet wurde. Die ersten verzwergten Tiere kamen hingegen aus Ehlershausen bei Hannover.

## Geschichte

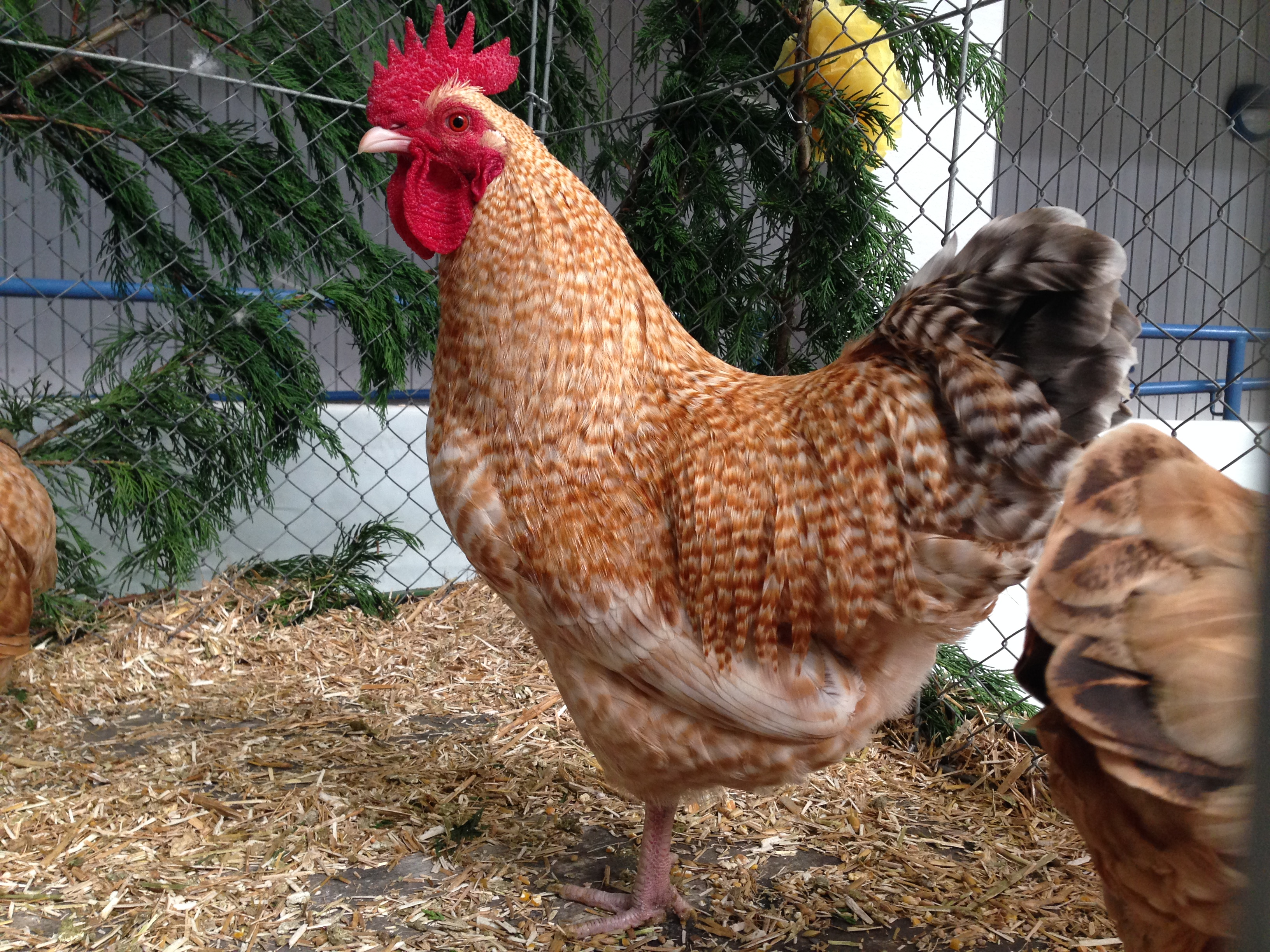
Zwerg-Niederrheiner-Hahn, gelbsperber

Ernst Runne aus Ehlershausen bei Hannover begann um 1942, kurz nach dem Entstehen der Großrasse, mit der Erzüchtung der „Zwerg-Blausperber“, musste aber seine Bemühungen schnell wieder einstellen, da im nationalsozialistischen Deutschland kein Platz für diese neue Rasse war und eine Anerkennung von vornherein ausgeschlossen worden war. Nach einem Neuanfang nach 1945 dauerte es bis 1953/1954, bis Runne die offizielle Anerkennung der Zwerg-Blausperber abschließen konnte.
1961 drängte der Zuchtausschuss des Europäischen Verbands für Geflügel-, Tauben-, Vogel-, Kaninchen- und Caviazucht auf einen „Familiennamen“ für Blausperber, Kennsperber, Gelbsperber und Birkenfarbige der Großrasse. Die Wahl fiel auf den Rassennamen „Niederrheiner“, der in der Folge auch für die verzwergten Blausperber Anwendung fand, die von da an als Zwerg-Niederrheiner „Blausperber“ geführt wurden.
Weitere Farbenschläge kamen in den Jahren 1969 („Blau“), 1971 („Birkenfarbig“), 1979 („Kennsperber“, „Blau-orangebrüstig“ und „Blau-birkenfarbig“) und 1985 („Gelbsperber“) dazu.

## Merkmale
Zuchtidee: „Ein mittelhoch gestelltes, wetterfestes, frohwüchsiges Zwerghuhn mit voller, abgerundeter Körperform und mittelgroßem Kamm; lebhaft, doch zutraulich.“
Im Rassegeflügelstandard des Bundes Deutscher Rassegeflügelzüchter (BDRG) wird das Zwerg-Niederrheiner als "bewegliches, zutrauliches Zwerghuhn" beschrieben.
Hennen benötigen vier bis fünf, Hähne fünf Monate bis zur Lege- / Geschlechtsreife. Die Legeleistung wird im Standard auf 180 Eier pro Jahr mit ca. 40 Gramm Gewicht notiert, in der Fachliteratur ist aber auch von 200 Eiern bei einem Gewicht von 45 bis 50 Gramm zu lesen.
Zudem attestiert man dem Huhn eine gute Mästbarkeit und ein feines Tafelfleisch.

### Farbenschläge

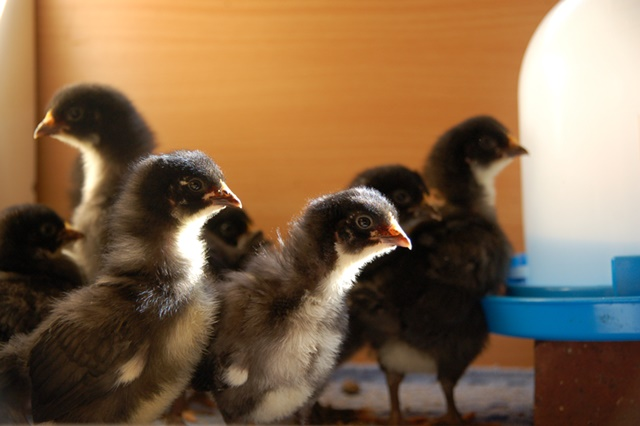
Zwei Wochen alte birkenfarbige Küken des Zwerg-Niederrheiners

- Birkenfarbig: Anerkannt seit 1971, erzüchtet von H. Schrage und E. Fertig, am weitesten verbreitet
- Blau: Anerkannt seit 1969, erzüchtet von Gerd Roth (Bischofsheim bei Mainz)
- Blau-birkenfarbig: Anerkannt seit 1979, erzüchtet von Konrad Seibel
- Blau-orangebrüstig: Anerkannt seit 1979, erzüchtet von Gerd Roth (Bischofsheim bei Mainz)
- Blausperber: Anerkannt seit 1954, erzüchtet von Ernst Runne (Ehlershausen bei Hannover), ältester Farbenschlag der Zwerg-Niederrheiner (zunächst anerkannt unter dem Rassenamen "Zwerg-Blausperber")
- Gelb-gesperbert: Anerkannt seit 1985, erzüchtet von Konrad Seibel, H. Schrage (Bielefeld) und K. Wagner
- Kennsperber: Anerkannt seit 1979, erzüchtet von Konrad Seibel und J. Tüncher
- Orangebrüstig: jüngster Farbenschlag

## Verbreitung
Laut einer Zuchttiererfassung des BDRG für das Jahr 2016 gab es rund 1.300 Tiere in 156 Zuchten in Deutschland. Den Spitzenplatz in der Reihe der Zwerghühner nahmen hier die Zwerg-Wyandotten mit gut 27.000 Tieren ein.
Aufgrund der guten Leistungsdaten der Rasse darf aber von einer deutlich größeren Anzahl an Tieren ausgegangen werden. Zudem wurde in der Vergangenheit immer wieder von Seiten der Verantwortlichen eine mangelnde Meldedisziplin beanstandet, sodass auch die Zahl der Zuchttiere vermutlich höher liegt. 
In der Literatur wird daher festgestellt: „Starke Verbreitung, sehr beliebtes Zwerghuhn“.
Im Rahmen der Zuchttierbestandserfassung 2016 wurden mit 111 Hähnen und 413 Hennen mit Abstand am meisten Zuchttiere mit dem Farbenschlag „birkenfarbig“ gemeldet. Gefolgt von 54,204 „gelbsperber“, 50,200 „blausperber“, 25,78 „orangebrüstig“, 17,70 „kennsperber“, 9,33 „blau birkenfarbig“, 7,22 „blau“ und 6,15 „blau-orangebrüstig“.